# Las cruces sobre el agua
Las cruces sobre el agua es una novela publicada en el año 1946 y escrita por Joaquín Gallegos Lara, que lo situó entre los iniciadores del tema urbano en la narrativa ecuatoriana. La culminación y detonante argumental, es la masacre de obreros del 15 de noviembre de 1922.
La novela corresponde a una época avanzada del realismo socialista ecuatoriano, ya menos costumbrista y desplazado su escenario hacía las ciudades, donde el autor ubica a los protagonistas en los sectores más humildes y marginados. Por su contenido histórico y sociológico es una obra clásica de la literatura ecuatoriana.
La masacre del 15 de noviembre de 1922, se considera una gesta heroica del proletariado ecuatoriano según la tradición socialista ecuatoriana (pese a que muchos de los protagonistas de la huelga eran en realidad artesanos). Fue durante el gobierno liberal de José Luis Tamayo, y realizada por el ejército ecuatoriano aparentemente en respuesta a una jornada de saqueos liderados por algunos huelguistas ese día. Gallegos Lara (que tenía 13 años de edad en los días en que se produjeron estos acontecimientos), militante comunista, traslada a las páginas de la novela a personajes históricos de la vida política del país. Por ello se considera que la pluma de Joaquín Gallegos Lara escribió un documento testimonial y de agitación política para las personas de esa época , sin embargo se generalizó la confusión de la novela con un registro histórico fidedigno.